# فيسينتي فالديرو
فيسينتي فالديرو (بالإسبانية: Vicente Valdero)‏ (مواليد 10 سبتمبر 1905) هو ملاكم إسباني، مثّل بلاده في الألعاب الأولمبية الصيفية 1924.

## روابط خارجية
فيسينتي فالديرو على موقع أوليمبيديا (الإنجليزية)